# (35155) 1993 FU58
1993 FU58 (asteroide 35155) é um asteroide da cintura principal. Possui uma excentricidade de 0.03454230 e uma inclinação de 3.64566º.
Este asteroide foi descoberto no dia 19 de março de 1993 por UESAC em La Silla.